# Соснова (притока Сіви)
Соснова́ (Сосновка; рос. Соснова, Сосновка) — річка у Пермському краї (Очерський район, Великососновський район), Росія, права притока Сіви.
Річка починається за 2 км на південний захід від села Масалки Очорського району. Течія спрямована спочатку на схід, але через 3 км повертає на південний схід з деякими ділянками південь-південь-схід. Впадає до Сіви нижче колишнього села Желнино. Глибина річки до 1 м в середній течії, дно піщане; швидкість течії — 0,2 м/с в пригирловій ділянці.
У верхній течії пересихає, русло спочатку нешироке, але після прийому зліва притоки Пихтовка значно розширюється і становить понад 20 м на окремих ділянках. Береги місцями заліснені, долина широка. Приймає багато дрібних приток, серед яких найбільшою є ліва Пихтовка. Збудовано декілька ставків та мостів, особливо у селі Велика Соснова.
Над річкою розташовані села:
- Очерський район — Наберухи, Спірята
- Великососновський район — Велика Соснова, Мала Соснова